# Мокрый Мичкасс
Мокрый Мичкасс — село в Пачелмском районе Пензенской области России. Входит в состав Титовского сельсовета.

## География
Село находится в западной части Пензенской области, в пределах Приволжской возвышенности, в лесостепной зоне, на берегах реки Мичкас, на расстоянии примерно 17 километров (по прямой) к востоку-северо-востоку от Пачелмы, административного центра района. Абсолютная высота — 213 метров над уровнем моря.

### Климат
Климат характеризуется как умеренно континентальный, с холодной продолжительной зимой и тёплым летом. Среднегодовая температура воздуха — 3,6 — 3,8 °C. Средняя температура воздуха самого тёплого месяца (июля) — 19 °C (абсолютный максимум — 39 °C); самого холодного (января) — −12 °C (абсолютный минимум — −49 °C). Вегетационный период длится 145 дней. Среднегодовое количество атмосферных осадков варьируется от 460 до 480 мм, из которых большая часть выпадает в тёплый период. Снежный покров устанавливается в конце ноября и держится в течение 150 дней.

### Часовой пояс
Село Мокрый Мичкасс, как и вся Пензенская область, находится в часовой зоне МСК (московское время). Смещение применяемого времени относительно UTC составляет +3:00.

## Население
| 1762  | 1795  | 1864  | 1877  | 1897  | 1911  | 1926  |
| ----- | ----- | ----- | ----- | ----- | ----- | ----- |
| 304   | ↗800  | ↗844  | ↗1472 | ↗2135 | ↗2526 | ↗3125 |
| 1930  | 1939  | 1959  | 1979  | 1989  | 1996  | 2002  |
| ↘2968 | ↘2437 | ↘1361 | ↘799  | ↘574  | ↘558  | ↘483  |
| 2010  |       |       |       |       |       |       |
| ↘383  |       |       |       |       |       |       |

### Национальный состав
Согласно результатам переписи 2002 года, в национальной структуре населения русские составляли 97 % из 483 чел.